# Стара сомборска знамења: обележја идентитета
Стара сомборска знамења : обележја идентитета је стручна монографија аутора Милана Степановића, објављена 2021. године у издању Удружења грађана "Норма" и Градске библиотеке "Карло Бијелицки" из Сомбора.

## О аутору
Милан Степановић (1961) српски је завичајни историчар и публициста, издавач и уредник из Сомбора који је, као аутор, објавио или приредио преко тридесет монографија и књига из просветне, културне, црквене и урбане прошлости Сомбора и Војводине.

## О књизи
Стара сомборска знамења : обележја идентитета је монографија о симболима града Сомбора кроз историју, као и о симболима Бачке и Бодрошке (касније Бачко-бодрошке) жупаније, градских служби, установа, цркава, школа, занатских цехова, културних друштава и удружења. У књизи су објављена и знамења близу 200 старих сомборских српских, буњевачких, мађарских и немачких породица (са кратким историјатом сваке породице), као и симболи 33 околна насеља која су гравитирала ка Сомбору, са сажетим прегледом њихове прошлости.
Идеја за настанак ове књиге потиче од заједничке замисли Радета Шумоње дугогодишњег директора сомборског Историјског архива и аутора књиге. Наговештај те замисли је остварен 2005. године када су приредили заједно изложбу Стара сомборска знамења у капелици Св.Ивана Непомука у Сомбору, када је на 54 увеличане фотографије приказан део одабраних старих сомборских печатних знамења, уз пратећи каталог. Године 2004. заједно су одабрали у архивским изворима Историјског архива у Сомбору, преко 400 докумената, који су садржали печатна знамења града, градских установа и појединаца, из 18. и 19. века. На основу свих тих скенираних печата, уз каснију садржинску надоградњу Милана Степановића, настала је ова књига. Коначну реализацију заједничке замисли успорила је и померила за скоро 15 година смрт Радета Шумоње (1947-2006).
Одабрани печати који су објављени у књизи највећим делом потичу из оверених докумената у фондовима и збиркама Историјског архива у Сомбору, као и из збирке печата Градског музеја у Сомбору и Подунавско-немачког црквеног музеја у Апатину, а у мањем обиму и из фонда Бачко-бодрошка жупанија Архива Војводине у Новом Саду, као и из збирке докумената Архива САНУ у Београду и Сремским Карловцима. Крај 19. века је историјско време са којим се књига завршава, пошто су печати отиснути у воску полако почели да излазе из употребе.
Промоција књиге Стара сомборска знамења одржана је у оквиру програма прославе Дана града Сомбора 17. фебруара 2021. године.
Књига је штампана је у колору, на 308 страна, са преко 700 илустрација. Аутор рецензије која се налази у монографији је угледни српски хералдичар Драгомир Ацовић, који је и на промоцији одржао беседу о књизи и њеном аутору.